# Esarcato apostolico di Costantinopoli
L'esarcato apostolico di Costantinopoli (in latino Exarchatus Apostolicus Constantinopolitanus) è una circoscrizione ecclesiastica della Chiesa cattolica greca di rito bizantino immediatamente soggetta alla Santa Sede. Nel 2021 contava 14 battezzati. La sede è vacante.

## Territorio
L'esarcato apostolico estende la sua giurisdizione a tutti i fedeli cattolici di rito bizantino residenti in Turchia.
Esiste una sola parrocchia.

## Storia
L'ordinariato per i fedeli cattolici di rito bizantino fu eretto l'11 giugno 1911 con il breve Auctus in aliqua di papa Pio X, con giurisdizione su tutti i fedeli greco-cattolici che dimoravano nell'ambito della Delegazione apostolica di Costantinopoli. Primo vescovo fu Isaias Papadopoulos, nominato vescovo titolare di Grazianopoli, che rimase in carica fino al 1917, quando fu nominato assessore della Congregazione per le Chiese orientali.
A causa della grande guerra, la maggior parte dei fedeli dovette abbandonare la Turchia rifugiandosi in Grecia. Il nuovo ordinario, George Calavassy, decise di trasferirsi nel 1922, assieme al seminario, ad Atene. Questo trasferimento fu riconosciuto dalla Santa Sede, che il 21 dicembre 1925 estese la sua giurisdizione a tutta la Grecia.
Secondo le indicazioni riportate dagli Acta Apostolicae Sedis, queste decisioni portarono alla nascita di un secondo ordinariato per i fedeli greco-cattolici, con sede a Atene, unito in persona episcopi con l'ordinariato turco. L'unione personale dei due ordinariati rimase in vigore fino all'11 giugno 1932, quando, con il decreto Cum ecclesia episcopalis, fu nominato un nuovo ordinario per la sede turca, Dionisio Leonida Varouchas, con giurisdizione sulla Turchia Europea e con il titolo di «ordinario per i cattolici di rito bizantino in Turchia».
A partire dall'annuario pontificio del 1941, il titolo fu modificato in quello di «esarca apostolico per i cattolici di rito bizantino in Turchia». Successivamente l'esarcato ha assunto il nome attuale.
La sede è vacante dal 1957. L'ultimo sacerdote di rito bizantino greco in Turchia è deceduto nel 1997. Dal 1999 l'esarcato è affidato in amministrazione ai vicari apostolici di rito latino di Istanbul.

## Cronotassi degli esarchi
Si omettono i periodi di sede vacante non superiori ai 2 anni o non storicamente accertati.
- Isaias Papadopoulos † (28 giugno 1911[8] - 29 novembre 1917[2] nominato assessore della Congregazione per le Chiese orientali)
  - Sede vacante (1917-1920)
- George Calavassy † (13 luglio 1920 - 11 giugno 1932 nominato esarca di Grecia)
- Dionisio Leonida Varouhas (o Varouchas) † (11 giugno 1932 - 28 gennaio 1957 deceduto)
  - Domenico Caloyera, O.P. † (28 gennaio 1957 - 1973 dimesso) (amministratore apostolico sede vacante)[9]
  - Louis Pelâtre, A.A. (1999 - 16 aprile 2016 ritirato) (amministratore apostolico)
  - Rubén Tierrablanca González, O.F.M. † (16 aprile 2016 - 22 dicembre[10] 2020 deceduto) (amministratore apostolico)
  - Lorenzo Piretto, O.P. (24 dicembre 2020 - 14 settembre 2021 cessato) (amministratore apostolico)
  - Massimiliano Palinuro, dal 14 settembre 2021 (amministratore apostolico)

## Statistiche
L'esarcato apostolico nel 2021 contava 14 battezzati.
| anno | popolazione | popolazione | popolazione | presbiteri | presbiteri | presbiteri | presbiteri                | diaconi | religiosi | religiosi | parrocchie |
| anno | battezzati  | totale      | %           | numero     | secolari   | regolari   | battezzati per presbitero | diaconi | uomini    | donne     | parrocchie |
| ---- | ----------- | ----------- | ----------- | ---------- | ---------- | ---------- | ------------------------- | ------- | --------- | --------- | ---------- |
| 1950 | 1.000       | ?           | ?           | 3          | 3          |            | 333                       |         |           | 1         | 1          |
| 1969 | 134         | ?           | ?           | 1          | 1          |            | 134                       |         |           | 1         | 1          |
| 1980 | 70          | ?           | ?           | 1          | 1          |            | 70                        |         |           |           | 1          |
| 1990 | 50          | ?           | ?           |            |            |            |                           |         |           | 1         |            |
| 1999 | 40          | ?           | ?           |            |            |            |                           |         |           | 1         |            |
| 2000 | 45          | ?           | ?           |            |            |            |                           |         |           | 1         |            |
| 2001 | 45          | ?           | ?           |            |            |            |                           |         |           | 1         |            |
| 2004 | 40          | ?           | ?           |            |            |            |                           |         |           | 1         |            |
| 2010 | 25          | ?           | ?           |            |            |            |                           |         |           |           | 1          |
| 2013 | 20          | ?           | ?           |            |            |            |                           |         |           |           | 1          |
| 2016 | 16          | ?           | ?           |            |            |            |                           |         |           |           | 1          |
| 2019 | 14          | ?           | ?           |            |            |            |                           |         |           |           | 1          |
| 2021 | 14          | ?           | ?           |            |            |            |                           |         |           |           | 1          |